# Карре, Фердинанд
Фердинанд Филипп Карре (фр. Ferdinand Philippe Carré; 11 марта 1824, Муален, департамент Сомма — 11 января 1900, Поммез, Сена и Марна) — французский инженер, изобретатель холодильного оборудования, используемого для производства искусственного льда.

## Биография
В 1850 году вместе с братом Эдмондом Карре (1833—1894) сконструировал холодильную установку, которая действовала с использованием воды и концентрированной серной кислоты.
Продолжив опыты, в 1858 году разработал первую холодильную установку для получения искусственного льда, запатентованную во Франции в 1859 году и в Соединенных Штатах в 1860 году. Однако, его установка работавшая на жидком и твёрдом абсорбенте, потребляла слишком много энергии для охлаждения.
Четыре года спустя он значительно усовершенствовал свою холодильную машину, в которой применялся новый хладагент — аммиак.
В 1862 году он выставил свою холодильную установку для получения искусственного льда на выставке в Лондоне, аппарат Карре производил 200 кг (440 фунтов) льда в час.
В 1876 году Ф. Карре оборудовал системой охлаждения судно-холодильник для Аргентины «Paraguay», которая позволила перевозить замороженное мясо во Францию через океан. Метод Карре оставался популярным до начала 1900-х годов, после чего был заменен системами, использующими пары жидкости в цикле компрессии.
Карре также проводил исследования в области электричества. В 1877 году он изобрел регулятор электрического света. Он также изобрел электростатический генератор (названную его именем), используемый для получения высокого напряжения.
- Аппарат Ф. Карре
- Абсорбционная холодильная машина Ф. Карре